# Fehérfarkú füleskolibri
A fehérfarkú füleskolibri (Colibri serrirostris) a madarak osztályának sarlósfecske-alakúak (Apodiformes) rendjébe és a kolibrifélék (Trochilidae) családjába tartozó faj.

## Rendszerezése
A fajt Louis Pierre Vieillot francia ornitológus írta le 1816-ban, a Trochilus nembe Trochilus serrirostris  néven.

## Előfordulása
Dél-Amerika középső részén, Argentína, Bolívia, Brazília és Paraguay területén honos. Természetes élőhelyei a szubtrópusi és trópusi lombhullató erdők, valamint gyepek, szavannák és cserjések. Állandó, nem vonuló faj.

## Megjelenése
Testhossza 13 centiméter.
|  |  |

## Természetvédelmi helyzete
Az elterjedési területe rendkívül nagy, egyedszáma viszont ismeretlen. A Természetvédelmi Világszövetség Vörös listáján nem fenyegetett fajként szerepel.